# Busan

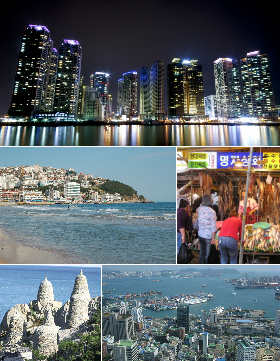
Busan

Busan (kor. 부산, Hanja 釜山, rev. Busan, MR Pusan, frühere Schreibweisen: Fusan, Pusan) ist nach der Hauptstadt Seoul die zweitgrößte Stadt Südkoreas. Sie befindet sich an der südöstlichen Küste der Koreanischen Halbinsel im südwestlichen Bereich des Japanischen Meeres an der Koreastraße und gegenüber der Insel Tsushima. Mit dem Hafen von Busan verfügt die Stadt über einen der wichtigsten Seehäfen in Asien.
2014 wurde Busan im UNESCO Creative Cities Network als „Stadt des Films“ aufgenommen. Seit 1996 findet in Busan das Busan International Film Festival statt. Im Juli 2025 wurde Busan von der World Design Organization der Stadttitel World Design Capital mit dem Motto Inclusive City, Engaged Design für das Jahr 2028 zuerkannt.
Busan gehört zur Provinz Gyeongsangnam-do, ist aber seit dem Jahr 1963 politisch eine unabhängige Einheit.

## Geografie
Der Name Busan bedeutet etwa „Kesselberg“ und spielt auf die Geländegestalt an, die eine amphitheater-artige, von einer Bergkette umgebene Ebene an der Küste ist.
Die Stadt liegt an der Mündung des Nakdonggang und hat in der über die politischen Grenzen hinausgehenden Agglomeration 4.562.012 Einwohner (2005). Die vielen Buchten machen Busan zu einem guten Naturhafen. Während die Ostküste wenig Inseln oder Buchten zu bieten hat, findet man diese umso mehr, folgt man dem großzügigen Bogen der Küste nach Südwesten zur Südküste. In der Stadt gibt es mehrere Hügel und Berge zwischen 100 und 400 Metern Höhe, den Gudeoksan, den Baegyangsan, den Sanghaksan, den Hwangnyeeongsan, den Gaejwasan und Jangsan, die meist zu Parks oder Naherholungswäldern ausgebaut sind. Der Hafen wird durch die direkt vor der Küste liegende Insel Yeongdo unterteilt und geschützt.
Der bis zu 700 Meter hohe Höhenzug Geumjeongsan nördlich Busans ist ein beliebtes Ausflugsziel und Erholungsgebiet für die Einwohner der Stadt. Busan zieht auch nationale Touristen an, speziell mit dem Strand von Haeundae.

### Klimatabelle
|                       | Jan  | Feb  | Mär  | Apr   | Mai   | Jun   | Jul   | Aug   | Sep   | Okt  | Nov  | Dez  |   |         |
| Mittl. Tagesmax. (°C) | 7,6  | 9,1  | 13,0 | 17,8  | 21,5  | 24,0  | 27,3  | 29,2  | 26,1  | 22,1 | 16,1 | 10,3 | ⌀ | 18,7    |
| Mittl. Tagesmin. (°C) | −0,7 | 0,5  | 4,6  | 9,7   | 14,0  | 17,7  | 21,9  | 23,2  | 19,2  | 13,7 | 7,6  | 1,8  | ⌀ | 11,2    |
|                       |      |      |      |       |       |       |       |       |       |      |      |      |   |         |
| Niederschlag (mm)     | 37,8 | 44,9 | 85,7 | 136,3 | 154,1 | 222,5 | 258,8 | 238,1 | 167,0 | 62,0 | 60,1 | 24,3 | Σ | 1.491,6 |
|                       |      |      |      |       |       |       |       |       |       |      |      |      |   |         |
| Sonnenstunden (h/d)   | 6,4  | 6,3  | 6,6  | 6,5   | 7,2   | 6,1   | 5,3   | 6,8   | 5,6   | 6,5  | 6,2  | 6,5  | ⌀ | 6,3     |
|                       |      |      |      |       |       |       |       |       |       |      |      |      |   |         |
| Regentage (d)         | 5,6  | 6,2  | 8,1  | 9,3   | 9,5   | 11,2  | 13,0  | 11,3  | 8,8   | 5,4  | 5,6  | 4,3  | Σ | 98,3    |
|                       |      |      |      |       |       |       |       |       |       |      |      |      |   |         |
| Luftfeuchtigkeit (%)  | 51   | 55   | 59   | 67    | 70    | 79    | 85    | 81    | 75    | 65   | 59   | 54   | ⌀ | 66,7    |

| −0,7 |

| 0,5 |

| 4,6 |

| 9,7 |

| 14,0 |

| 17,7 |

| 21,9 |

| 23,2 |

| 19,2 |

| 13,7 |

| 7,6 |

| 1,8 |

| −0,7 |

| 0,5 |

| 4,6 |

| 9,7 |

| 14,0 |

| 17,7 |

| 21,9 |

| 23,2 |

| 19,2 |

| 13,7 |

| 7,6 |

| 1,8 |

## Bevölkerung
In der Zeit der Industrialisierung Südkoreas wuchs die Bevölkerung der Stadt rasant an. Inzwischen ist die Bevölkerungsentwicklung stagnierend bis leicht rückläufig.

### Bevölkerungsentwicklung der Agglomeration laut UN
| Jahr | Einwohnerzahl |
| ---- | ------------- |
| 1950 | 948.000       |
| 1960 | 1.154.000     |
| 1970 | 1.813.000     |
| 1980 | 2.906.000     |
| 1990 | 3.778.000     |
| 2000 | 3.673.000     |
| 2010 | 3.422.000     |
| 2017 | 3.460.000     |

## Geschichte

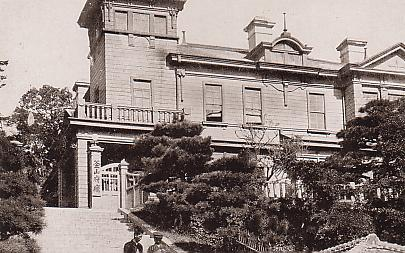
Ein Foto vom Rathaus, welches während der japanischen Kolonialzeit gebaut wurde

Auf der Insel Yeongdo gefundene Scherben und Werkzeuge weisen darauf hin, dass seit 6000 Jahren Menschen in der Region leben. In der Frühgeschichte der Region waren hier kleine Fischerdörfer angesiedelt.
Ab der Mitte des ersten Jahrhunderts nach Christi Geburt gehörte das Gebiet zum Gaya-Königreich. Das Königreich betrieb regen Handel mit dem Japan der Yamato-Zeit, indem es Eisen exportierte.
Im 14. Jahrhundert plünderten oft Wokou die Küstenstädte Koreas. Daher wurde zum Schutz der Gegend eine Festung bei Dongnae errichtet.
Im folgenden Jahrhundert begann der Handel zwischen Japan und Korea aufzublühen, reguliert und formalisiert durch einen Vertrag aus dem Jahr 1443. Busan wurde als Hafen für japanische Schiffe geöffnet, und eine kleine Gemeinde japanischer Händler ließ sich in einer ihnen zugewiesenen Handelsstation nieder, die von den Koreanern Waegwan (kor. 倭館, dt. „Japan-Gebäude“) genannt wurde. Hier trieben Kaufleute der japanischen Domäne Tsushima Handel mit Korea.
Dieses Zusammenleben fand im Jahr 1592 ein abruptes Ende, als der japanische Herrscher Toyotomi Hideyoshi nach der Einigung Japans versuchte, Korea zu erobern. Am 14. April dieses Jahres landete er mit mehr als 200.000 Mann bei Busan und eröffnete damit den heute von Nord- und Südkorea genannten Imjin-Krieg. Die Festungen in Busan und Dongnae wurden überrannt und 20 Tage später wurde Seoul erobert. Da Friedensverhandlungen nicht erfolgreich waren, kam es im Januar 1597 zu einer zweiten Invasion, die von chinesischen und koreanischen Truppen aufgehalten wurde. Der Imjin-Krieg endete, als die japanischen Truppen nach dem Tode Toyotomi Hideyoshis im August 1598 abzogen. Der Handel mit Japan wurde in der folgenden Zeit langsam wiederaufgenommen, die Waegwan-Siedlung 1607 in der Gegend des heutigen Jwacheon-dong neu eröffnet, dann 1678 in die Nähe des heutigen Yongdusan Parks verlegt und vergrößert. Diese Choryang Waegwan (草梁倭館) genannte Niederlassung hatte auch quasi-diplomatische Funktionen. So halfen hier Beamte von Tsushima bei der Vorbereitung koreanischer Gesandtschaften, die nach Edo zogen, wenn ein neuer Shōgun sein Amt antrat.
Kurz nachdem Japan von westlichen Mächten gezwungen wurde, sich zu öffnen, tat Japan wiederum dies nun in Korea: Im Jahr 1875 schickten sie ein Kriegsschiff, welches bei Busan und Ganghwado westlich von Seoul Vorfälle provozierte. Dadurch wurden die Koreaner 1876 gezwungen, durch den Ganghwado-Vertrag die Häfen von Incheon, Wŏnsan und Busan für japanische Händler zu öffnen. Auch andere Nationen begannen, diplomatische und Handelsbeziehungen aufzubauen. Bald wurde die Bedeutung von Busan als Handelspunkt offensichtlich. 1867 wurde dadurch das Waegwan unnötig und aufgelöst. 1888 wurde eine Telegraphenverbindung nach Seoul fertiggestellt, die mit einem Seekabel nach Nagasaki und damit Japan verbunden wurde.
Busan war noch immer recht klein, als Korea 1910 in das Japanische Kaiserreich eingegliedert wurde. Da Japanisch damals Nationalsprache war, wurde der Stadtname 釜山 japanisch Fusan gelesen. In dieser Zeit bis zur Unabhängigkeit 1945 baute Japan die Stadt deutlich aus: Von 1911 bis 1916 wurde der Osthafen gebaut, ebenso neue Fabriken und Wohngebiete. Auch blühte der Handel weiter auf. 1935 waren 45 Prozent der Einwohner der Stadt japanischstämmig.

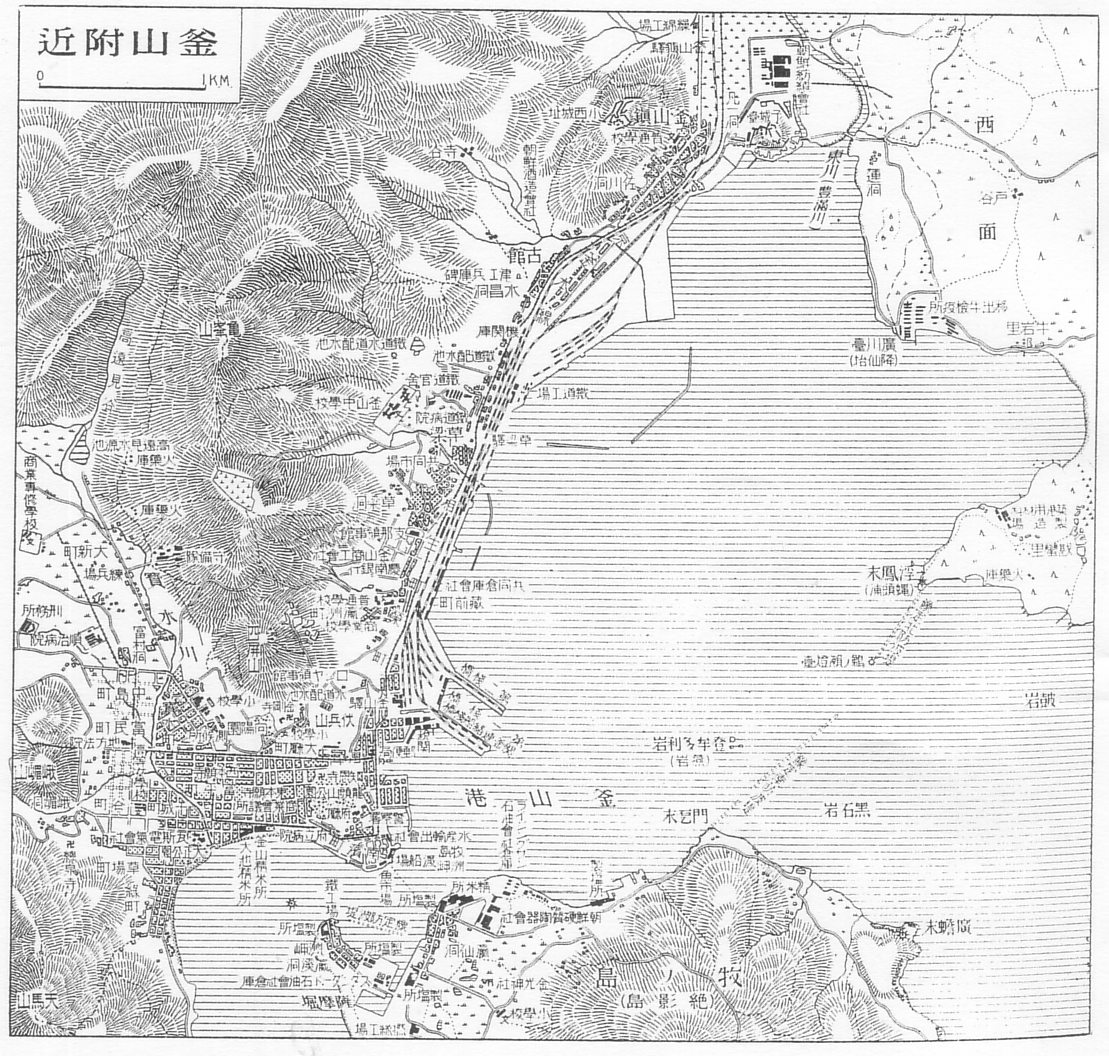
Eine Karte Fusans um 1930

Im Koreakrieg war Busan zusammen mit Daegu die einzige wichtige Stadt, die nie von den nordkoreanischen Truppen eingenommen wurde. Südkoreanische und Truppen der Vereinten Nationen hielten den schmalen Streifen der Halbinsel, der heute als Busan-Perimeter bekannt ist. Da Seoul schnell erobert wurde, wurde Busan für mehrere Monate temporäre Hauptstadt Südkoreas. Durch Flüchtlinge aus den besetzten Gebieten schwoll die Einwohnerzahl in dieser Zeit vorübergehend auf vier Millionen an.
Die Bu-Ma-Bürgerproteste für Demokratisierung fanden 1979 statt.
Während der Olympischen Sommerspiele 1988, die in Seoul ausgetragen wurden, wurden die Segel-Wettbewerbe in Busan veranstaltet. Im März 1989 wurde auf der Hyundai-Werft ein 109-tägiger Streik gewaltsam aufgelöst. Seit 1996 findet jährlich das Pusan International Film Festival statt. Im Herbst 2002 war Busan Gastgeber der Asienspiele und eine der Städte, in der Spiele der Fußball-Weltmeisterschaft 2002 ausgetragen wurden.
2011 wurde der Haeundae I Park Marina erbaut.

## Wirtschaft & Infrastruktur

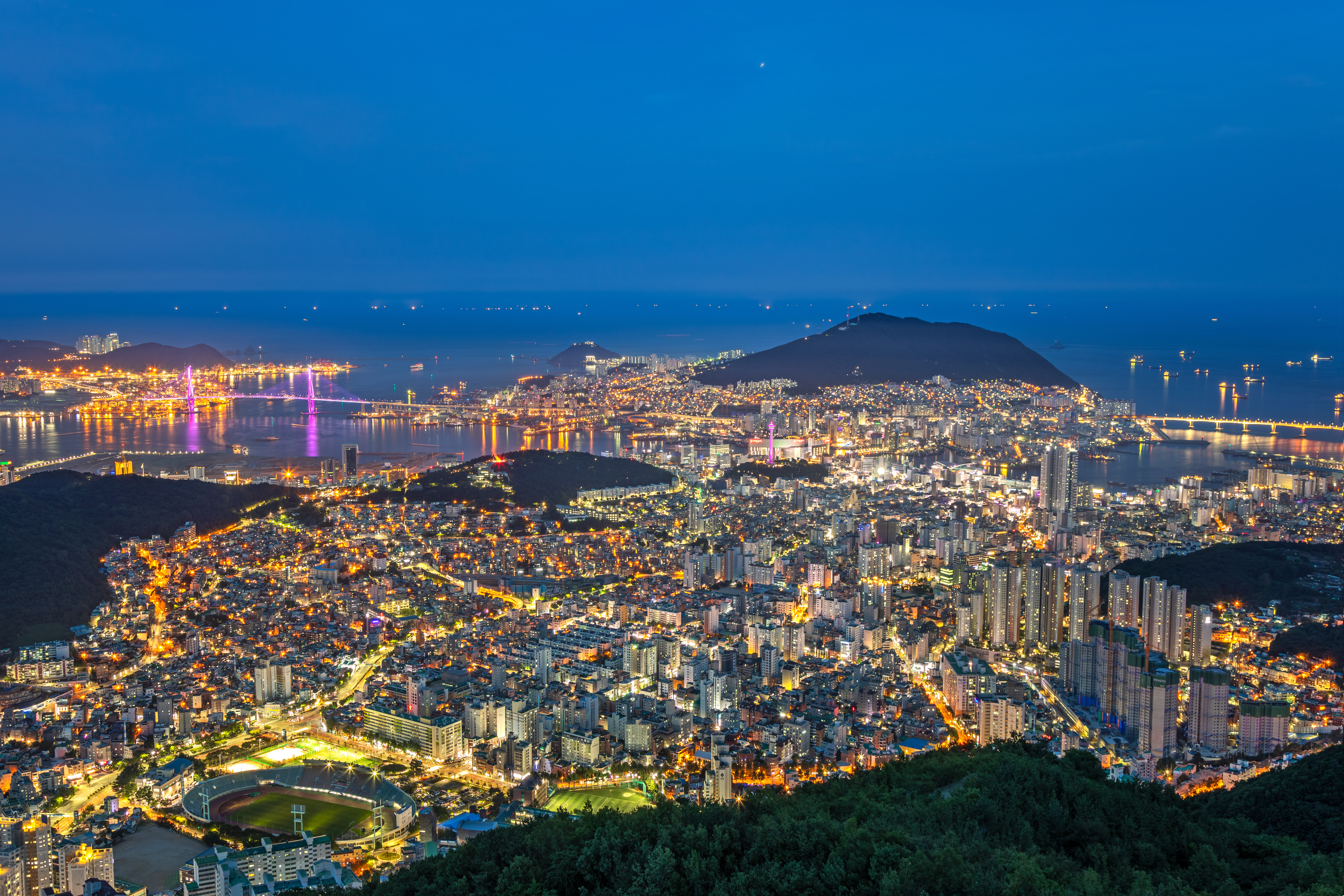
Busan Hafen, Blick nach Süden

### Wirtschaft
Laut einer Studie aus dem Jahr 2014 erwirtschafte der Großraum Busan ein Bruttoinlandsprodukt von 297 Milliarden US-Dollar (KKB). In der Rangliste der wirtschaftsstärksten Metropolregionen weltweit belegte er damit den 36. Platz und den zweiten Platz in Südkorea hinter der Metropolregion Seoul.

#### Industrie

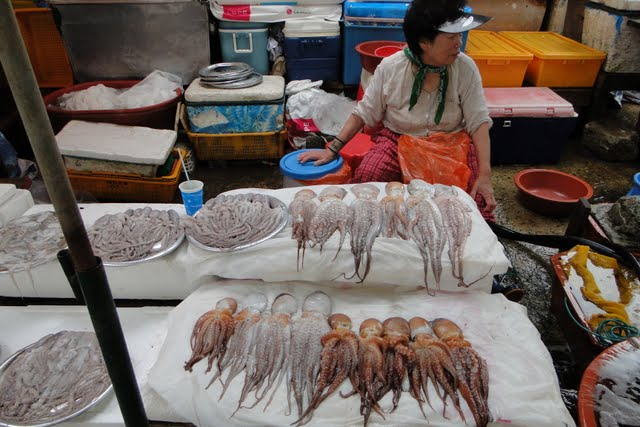
Busan: Fischmarkt

Die Millionenstadt ist eine der führenden Industriestädte des Landes: Textil- und Bekleidungsindustrie, Schuhproduktion, Nahrungsmittelverarbeitung u. a. Fisch und Meeresfrüchte (großer Fischereihafen), Maschinenbau, Schiffsmaschinenbau, Fahrzeug- und Schiffbau, Holzindustrie, chemische und pharmazeutische Industrie, Gummiprodukte, Elektroindustrie (u. a. Rundfunk- und Fernsehgeräte).

#### Finanzwirtschaft
In Busan befindet sich auch die nationale Wertpapierbörse - die Korea Exchange.

#### Messen
Mit der G-Star findet in Busan Südkoreas größte Videospielmesse statt.

### Verkehr
Der Containerhafen Busans stand 2016 an fünfter Stelle weltweit. Busan gilt als der wichtigste Umschlagort für den internationalen Handel Südkoreas.
In Busan sind zurzeit vier U-Bahn-Linien in Betrieb, siehe U-Bahn Busan. In der U-Bahn gibt es eine (wahrscheinlich in der Welt einzigartige) U-Bahn-Bibliothek, in der aus Regalen Bücher für das Lesen während der Fahrt geliehen und anschließend zurückgegeben werden können. Auch gibt es ein ausgedehntes Netz von Stadtbussen.
Busan verfügt mit dem Flughafen Busan über einen eingeschränkt internationalen Flughafen, mit Verbindungen nach Tokio, Osaka, Nagoya und Fukuoka in Japan, Wladiwostok und Juschno-Sachalinsk in Russland, Peking, Shanghai, Xi’an, Shenyang, Qingdao, und Hongkong in China, Manila auf den Philippinen, München in Deutschland, Bangkok in Thailand, Taipeh in Taiwan, Guam in den USA und Ho-Chi-Minh-Stadt und Hanoi in Vietnam. National werden Seoul, Incheon und Jeju-do angeflogen. Lufthansa verbindet Busan mit Zwischenstopp in Seoul mit Deutschland.

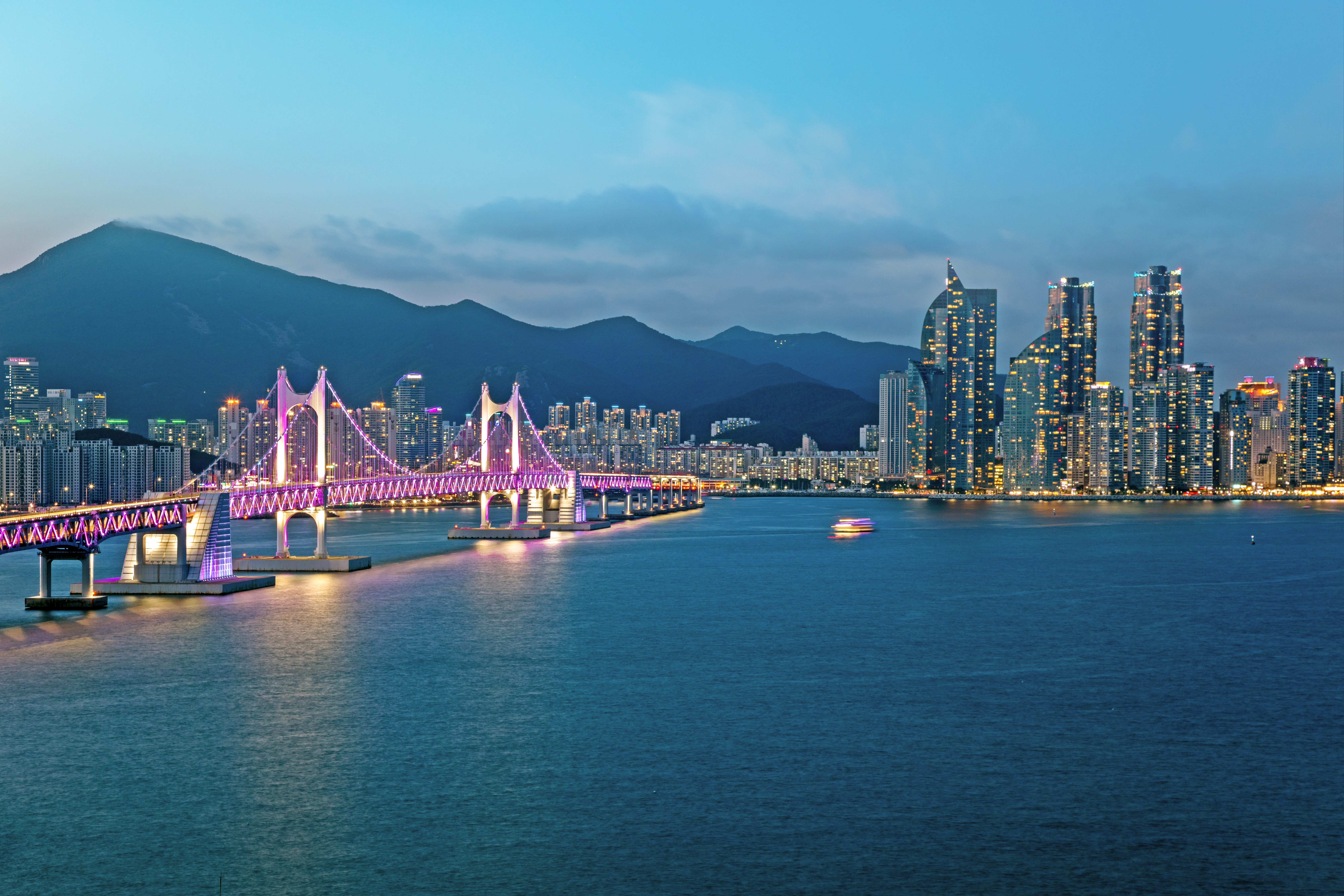
Diamond Bridge und Haeundae
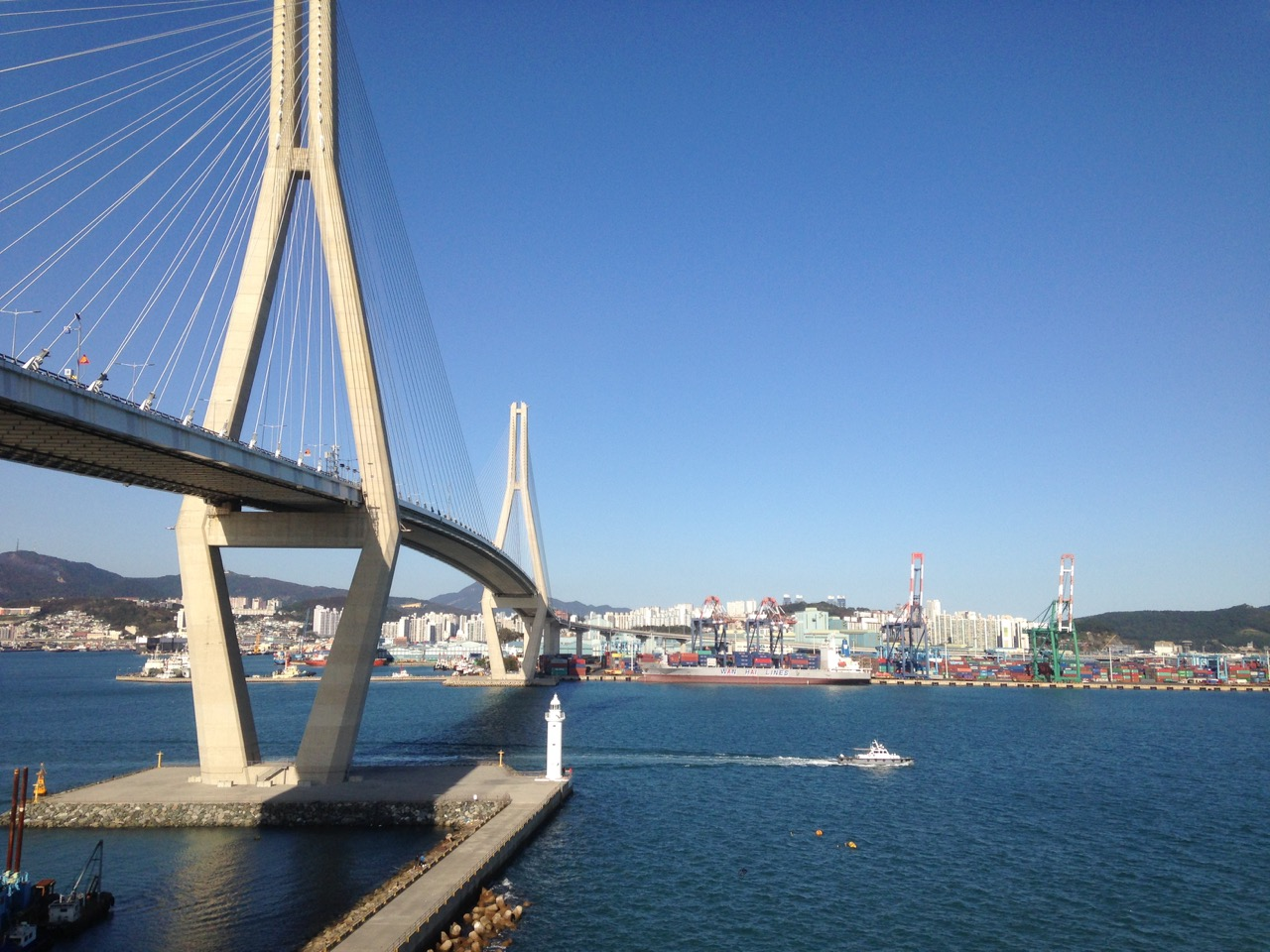
Blick entlang der Harbor Bridge auf eines der Containerterminals

Es gibt internationale Fährrouten nach Shimonoseki, Fukuoka (Hakata-Hafen) und zur Insel Tsushima in Japan, sowie nach Yantai in China. Die nationalen Fährrouten wurden zusehends reduziert, es gibt aber weiterhin eine Route zur Insel Geojedo.
Wie die meisten Städte Südkoreas ist Busan durch viele Express-Busse und Intercity-Busse sehr gut zu fast allen Städten des Landes angebunden. Als Endpunkt der Gyeongbu-Strecke ist Busan sehr gut an das Eisenbahnnetz angeschlossen (siehe Südkorea#Schienenverkehr). Der Hochgeschwindigkeitszug KTX fährt die Strecke von 409 Kilometern nach Seoul in 160 Minuten.

## Stadtbezirke
Das Stadtgebiet ist in 15 Stadtteile (Gu) und einen Landkreis (Gun) unterteilt.
- Gijang-gun (기장군, 機張郡)
- Buk-gu (북구, 北區)
- Busanjin-gu (부산진구, 釜山鎭區)
- Dong-gu (동구, 東區)
- Dongnae-gu (동래구, 東萊區)
- Gangseo-gu (강서구, 江西區)
- Geumjeong-gu (금정구, 金井區)
- Haeundae-gu (해운대구, 海雲臺區)
- Jung-gu (중구, 中區)
- Nam-gu (남구, 南區)
- Saha-gu (사하구, 沙下區)
- Sasang-gu (사상구, 沙上區)
- Seo-gu (서구, 西區)
- Suyeong-gu (수영구, 水營區)
- Yeongdo-gu (영도구, 影島區)
- Yeonje-gu (연제구, 蓮堤區)

## Bildung und Kultur
In Busan sind die Universität Busan und die Katholische Universität von Pusan sowie die Korea Maritime & Ocean University ansässig.

## Sehenswürdigkeiten
- Universität Busan: Im Norden der Stadt liegt die Universität Busan. Rund um die Universität befinden sich Cafés, Bars und Restaurants sowie Unterhaltung für die Studenten.
- Jalgalchi-Markt: Der Jalgalchi-Markt in der Nähe des Hafens ist für seine große Auswahl an frischem Fisch und anderen Meeresprodukten bekannt. Der Markt liegt in einem von engen Gassen durchzogenen Stadtgebiet.
- Shinsegae Centum City: In Busan befindet sich außerdem das größte Kaufhaus der Welt, das Shinsegae Centum City. Das Kaufhaus bekam am 26. Juni 2009 den Guinness-Weltrekordtitel: „The world’s largest department store“.
- Beomeosa: Der „Brahma-Fisch-Tempel“ ist ein alter buddhistischer Tempel des Jogye-Ordens am Hang des Geumjeong-Bergs.
- Haedong Yonggungsa: einer der drei Juwelen-Tempel Koreas im Bezirk Gijang.
- Busan-Tower: Der Busan-Tower ist ein 120 Meter hoher Aussichtsturm im Stadtteil Jung-gu mit Blick über den Hafen

## Partnerstädte
- Kaohsiung, Republik China (Taiwan) seit dem 30. Juni 1966
- Los Angeles, USA seit dem 18. Dezember 1967
- Shimonoseki, Japan seit dem 11. Oktober 1976
- Barcelona, Spanien seit dem 25. Oktober 1983
- Rio de Janeiro, Brasilien seit dem 23. September 1985
- Fukuoka, Japan seit dem 24. Oktober 1989
- Wladiwostok, Russland seit dem 30. Juni 1992
- Shanghai, Volksrepublik China seit dem 24. August 1993
- Surabaya, Indonesien seit dem 19. August 1994
- Victoria, Australien seit dem 17. Oktober 1994
- Tijuana, Mexiko seit dem 17. Januar 1995
- Ho-Chi-Minh-Stadt, Vietnam seit dem 3. November 1995
- Auckland, Neuseeland seit dem 22. April 1996
- Valparaíso, Chile seit dem 27. Januar 1999
- Westkap, Südafrika seit dem 5. Juni 2000
- Montreal, Kanada seit dem 19. September 2000
- Istanbul, Türkei seit dem 4. Juni 2002
- Shashi, Volksrepublik China seit dem 1. Januar 2005
- Stadtbezirk Jiulongpo der Stadt Chongqing, Volksrepublik China, seit dem 5. Juli 2012[13]

## Persönlichkeiten
Söhne und Töchter:
- Kim Du-bong (1886–zwischen 1957 und 1961?), nordkoreanischer Politiker
- Charles Pedersen (1904–1989), US-amerikanischer Chemiker bei DuPont und Nobelpreisträger
- Halla Huhm (1922–1994), Tänzerin und Tanzpädagogin
- Yi Ok-seon (1927–2022), Aktivistin und Trostfrau
- Kwon Jae-hwa (* 1937), Taekwondo-Großmeister
- Chung Mong-joon (* 1951), Politiker und Fußballfunktionär
- Kim Hae-sook (* 1955), Schauspielerin
- Joseph Son Sam-seok (* 1955), katholischer Geistlicher, Bischof von Pusan
- Kim Dong-won (* 1965), Perkussionist und Komponist
- Park Gok-ji (* 1965), Filmeditorin
- Cho Sung-hyung (* 1966), deutsch-koreanische Filmregisseurin, Filmeditorin und Professorin
- Daniel Dae Kim (* 1968), US-amerikanischer Schauspieler
- Kim Hye-soo (* 1970), Schauspielerin
- Jang Hyuk (* 1976), Schauspieler
- Chae Jung-an (* 1977), Schauspielerin und Sängerin
- Toby Dawson (* 1979), US-amerikanischer Freestyle-Skier
- Gong Yoo (* 1979), Schauspieler
- Park Si-yeon (* 1979), Schauspielerin
- Gang Dong-won (* 1981), Schauspieler
- Yeonju Sarah Kim (* 1981), Musikerin, Organistin
- Kim Yoo-jin (* 1983), Fußballspieler
- Soo Yeon Lee (* 1984), Tischtennisspielerin, Schauspielerin und Tischtennistrainerin
- Kim Chang-soo (* 1985), Fußballspieler
- Jung Hye-lim (* 1987), Hürdenläuferin
- Dasol Kim (* 1989), Konzertpianist
- Lee Mi-ye (* 1990), Schriftstellerin
- Im Su-hyang (* 1990), Schauspielerin
- Choi Ho-ju (* 1992), Fußballspieler
- Park Gyu-young (* 1993), Schauspielerin
- Nam Ji-sung (* 1993), Tennisspieler
- Hong Jeong-un (* 1994), Fußballspieler
- Park Ji-min (* 1995), Popsänger
- Mun Kyung-gun (* 1995), Fußballspieler
- Jeon Jeong-guk (* 1997), Popsänger
- Lee Suji (* 1998), Sängerin
- Shin Jin-seo (* 2000), Go-Spieler